# 畠田好章
畠田好章（日语：／ Hatakeda Yoshiaki，1972年5月12日—），日本男子竞技体操运动员。他曾获得1992年夏季奥运会体操比赛男子团体全能铜牌。他也参加了1996年夏季奥运会。